# Sailendra

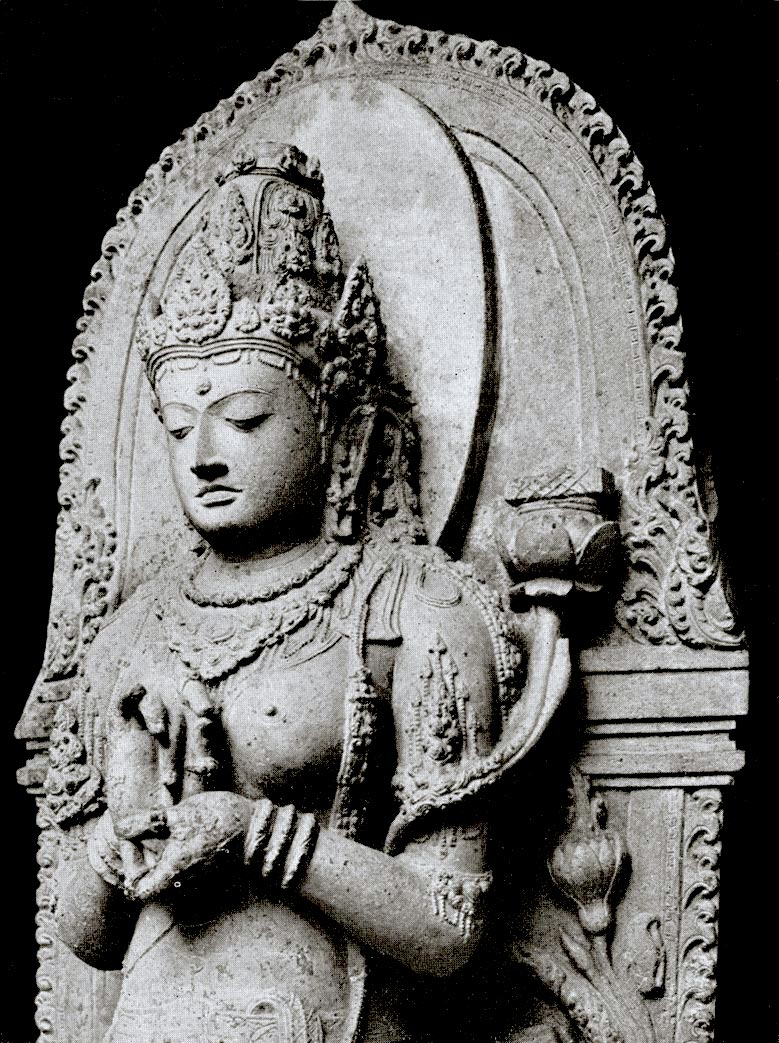
Prajñāpāramitā-Bodhisattva (Java, Indonesien)

Die Sailendra-Dynastie (auch Cailendra Dynastie) war ungefähr zwischen 760 und 860 auf der Insel Java vorherrschend. Ihre Geschichte ist lückenhaft und mit abweichenden Vermutungen über ihre Herkunft und Machtergreifung behaftet.

## Etymologie
Der Name Sailendra bedeutet „Herrscher der Berge“. Es existiert aufgrund ihres Titels die Vermutung, dass sie Nachkommen der alten Könige von Funan waren, was durch die Anzahl der wiedergegebenen Königsnamen seit jener Zeit (anscheinend neun buddhistische Könige zwischen dem Untergang Funans und dem späten 8. Jahrhundert) bestätigt zu werden scheint.

## Geschichte
Die Dynastie löste die Herrschaft des Piratenkönigs Sanjaya (um 732–746, in Mataram, Südzentral-Java) ab. Die „Zierde der Sailendra“, der auch als „Überwinder der feindlichen Helden“ angegeben wird hieß Pananikarana bzw. in einer anderen Inschrift Panangkaran (um 778). Er scheint mit seinem Übertritt zum Buddhismus den Aufstieg der Dynastie ausgelöst zu haben, aber das ist nur eine Erklärungsvariante. Fürsten, die sich durch Sanjaya legitimierten, waren in der Folgezeit Vasallen der Sailendra und wurden ostwärts verdrängt (Mitte des 8. Jahrhunderts).
Die Herrschaft der Sailendra gründete sich auf den Reisanbau in Zentral-Java, das damals nach Palembang das größte Anbaugebiet der Region war. Über ihre Außenpolitik ist wenig bekannt, aber sie waren auch in Sumatra und entlang der Küste Kambodschas und Vietnams aktiv. Der König Indra griff hier 774 und 787 das Champa-Reich an und nahm kurz vor 800 die Unterwerfung des Königs von Chenla (auch: Zhenla) entgegen. Gute Beziehungen pflegten die Sailendra zum gleichfalls eher buddhistischen Srivijaya, mit deren Herrschern man über ein Heiratsbündnis alliiert war. Regelmäßiger kultureller Kontakt mit den indischen Zentren des Buddhismus war gegeben.
Um das Jahr 824 kamen die Sanjaya unter ihrem König Patapan (der wieder gleichberechtigt neben den Sailendra genannt wird) zurück: in einer Inschrift von 832 wird nur noch Patapan als Beherrscher Javas genannt. Offenbar war Indras Sohn Samaratunga der letzte Sailendra gewesen, der Java beherrschte. Seine Tochter und Erbin Pramoda Vardhani heiratete Pikatan (um 838–851, Sohn oder anderer Name von Patapan), einen König der Sanjaya-Linie. Sie tätigte als Königin weiterhin Stiftungen in Borobudur.
Nach Darstellung einer Inschrift aus Nalanda (Indien) hatte Samaragravira (alias Samaratunga) die Prinzessin Tara aus Srivijaya geheiratet, anscheinend die Tochter des dortigen Königs Dharmasetu (reg. um 775). Aus der Verbindung stammte sein jüngster Sohn Balaputra. Balaputra wurde aus Java vertrieben und übernahm um 850 die Regierung in Srivijaya, weil seine Mutter von dort stammte.

## Bekannte Könige
- ca. 752 Bhanu
- ca. 775 Vishnu (Dharma tunga)
- ca. 782–812 Indra (Sangrama Dhanamajaya)
- ca. 812–832 Taga (Samara tunga)
- ca. 832 Pramoda Vardhani (Regentin, heiratete Pikatan)
- ca. 832–860 Balaputra-deva (floh nach Sri Vijaya)

## Borobodur
Das architektonische Erbe der Sailendra ist Borobudur auf der Kedu-Ebene. Da sich die Herrschaft der Sailendra auf eine Art rituelle Vorherrschaft beschränkte (wie im alten Indien typisch), diente Borobudur vor allem der Manifestation ihrer Macht. Als Gegenstück mag der (Shiva-)Tempel in Prambanan dienen, den Pikatans Haus um 900 hinterließ. Der Unterschied liegt in der Religion: die Sailendra waren eher Anhänger des Mahayana-Buddhismus, ihre Rivalen des Shiva-Kults und Hinduismus.